# خانه آقازاده (اردبیل)

## معرفی عمارت
عمارت آقازاده در مرکز شهر اردبیل (میدان عالی‌قاپو) از جمله نمادهای معماری این شهر می‌باشد. این خانه قاجاری در عصر ناصری در زمینی مستطیل شکل به مساحت تقریباً هزار و چهارصد مترمربع در دو طبقه و بخشی از آن در سه طبقه (دو بام) بنا شده‌است. این خانه تنها عمارت از هفت عمارت حاج اسماعیل آقااُف تاجر سرشناس دوره قاجار می‌باشد که از آسیب حوادث و گذر زمان جان سالم بدر برده، آقااُف با مناطق آسیای میانه و قفقاز دادوستد می‌کرده که در یکی از سفرهای تجاری‌اش به کشور روسیه، نقشهٔ این عمارت را تهیه کرده و به ایرن آورده‌است.

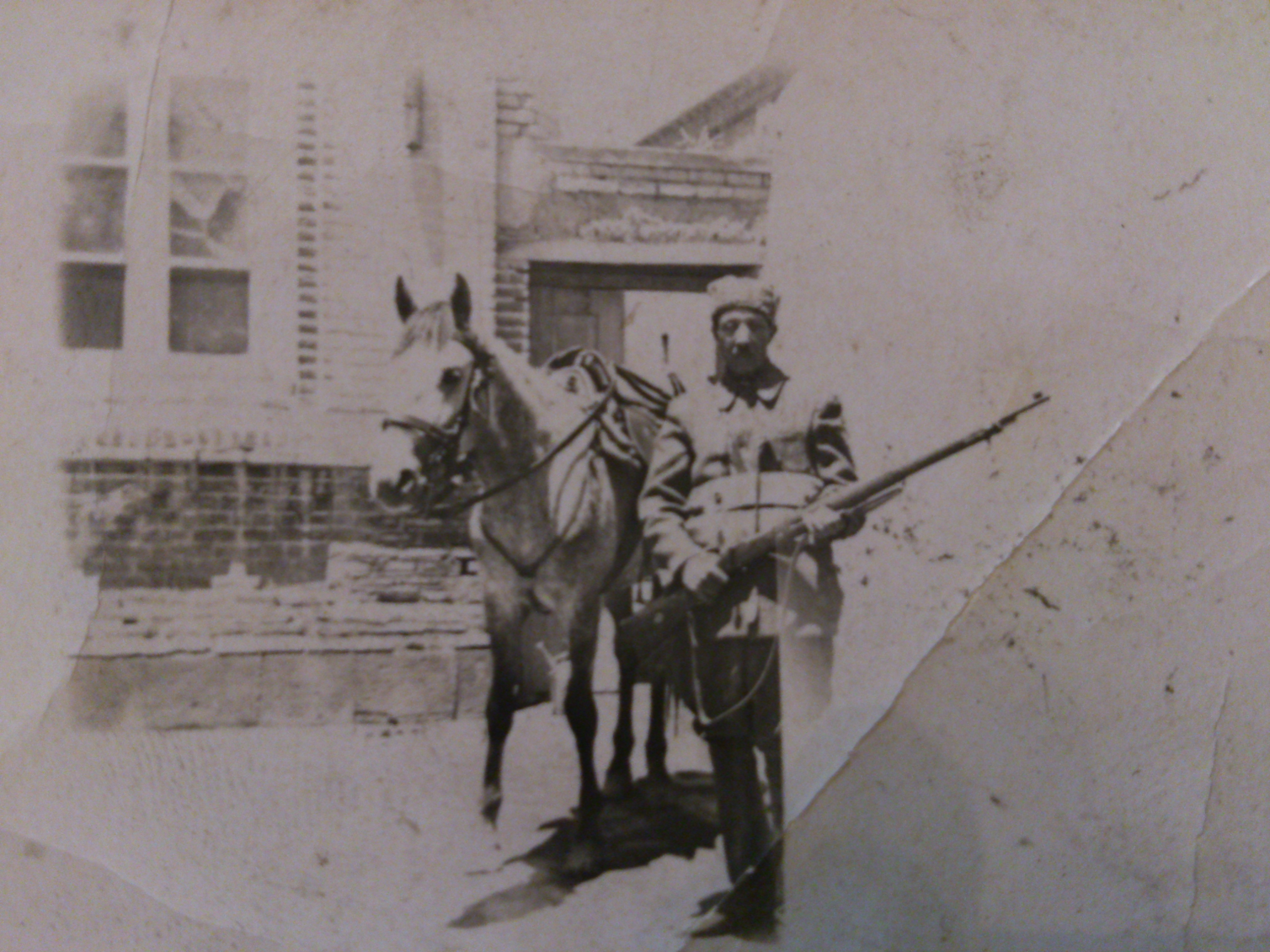
حیاط عمارت - محمد هاشم آقازاده اردبیلی - ۱۳۲۷ خورشیدی

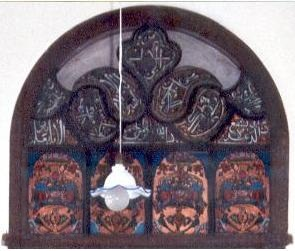
سردرب‌های چوبی_طرح بته جقه_مزین به نقاشی پشت شیشه و آیات قرآنی به خط ثلث

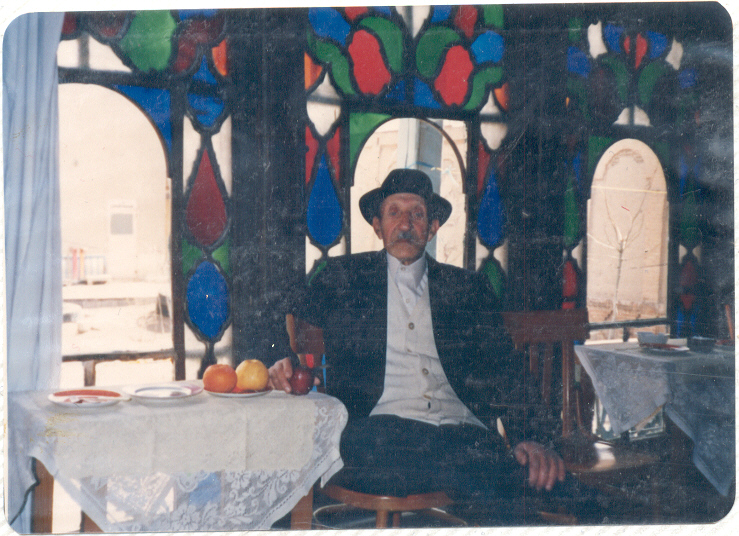
محمد هاشم آقازاده اردبیلی_ارسی بندی تالار اصلی

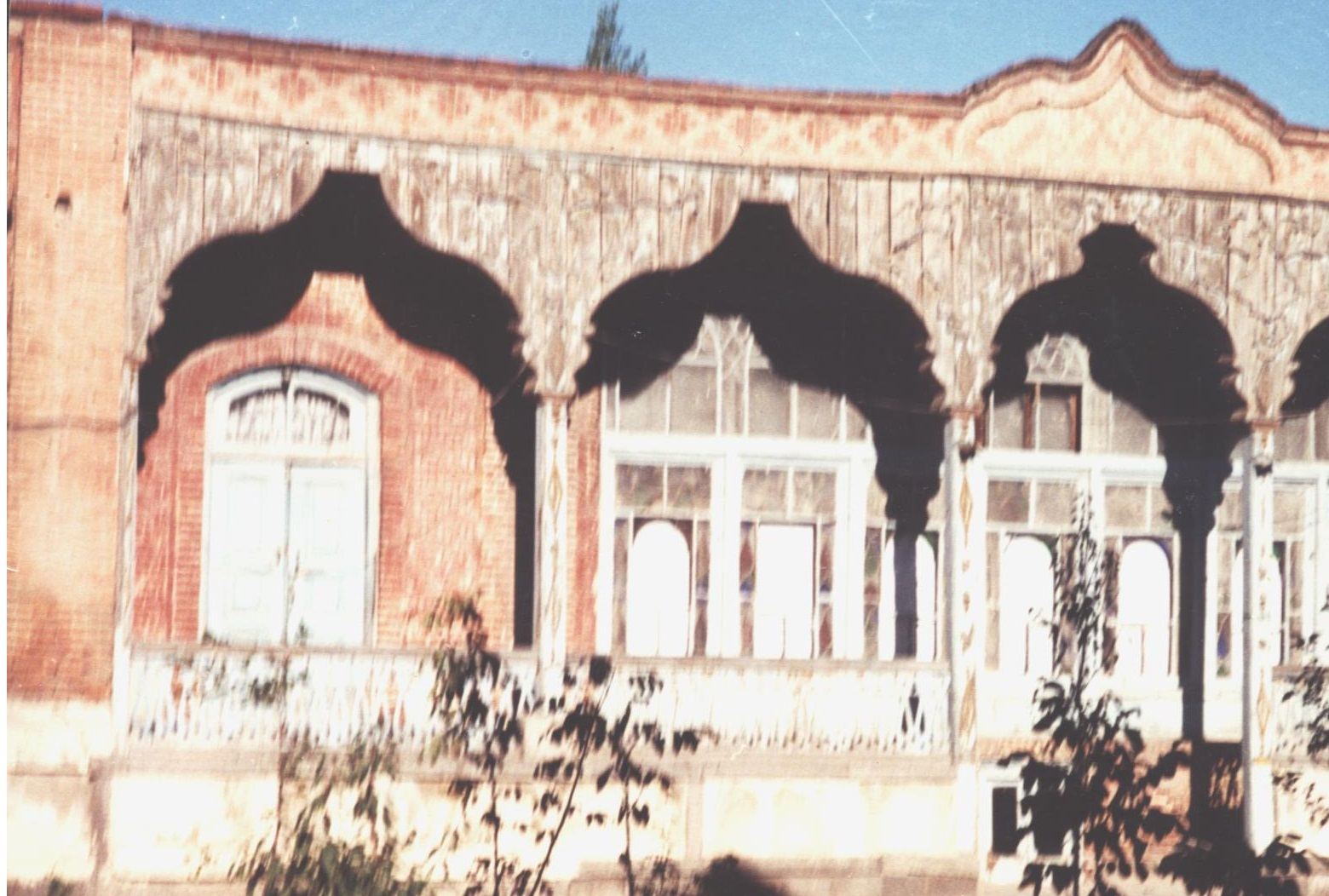
نمای بیرونی بخشی از بنا_تزیینات چوبی ایوان عمارت

## ویژگی‌های عمارت
این خانه قاجاری نیز مانند بیشتر عمارت‌های هم عصر خود به صورت متقارن ساخته شده که شامل بخش‌های مختلفی مانند دهلیز، تنبی(تالار اصلی)، مخارجه، صندوقخانه، نشیمن، قول (قولچا)، دوبام، مطبخ، حمام یری (محل حمام) و … می‌باشد. عرصه‌یِ این عمارت شامل دو حیاط بزرگ و کوچک بوده و اعیانیِ آن شامل اندرونی و بیرونی می‌باشد. حیاط این عمارت در میان دو بنا قرار گرفته‌است که بنای شرقی شامل سردر با سکوهای سنگی، هشتی (دالان) و در طرفین آن اسطبل اسب‌ها، انبار علوفه و اقامتگاه خدمه بوده‌است، که در سال ۱۳۴۲ خورشیدی طی عملیات تعریض خیابان، این بخش از عمارت از بین رفته است، اما بنای اصلی عمارت که در قسمت غربی ملک قرار دارد از این اتفاق آسیبی ندیده است.

در وسطِ حیاطِ آجرفرش شده، حوض سنگیِ مستطیل شکلی، با سنگ‌های تراشیده و فواره قرار دارد، همچنین با اندکی فاصله در طرفینِ این حوضِ سنگی، باغچه‌های بزرگی با حاشیه‌های سنگ‌چینی به چشم می‌خورد.
در قسمت بیرونی یک تالار بزرگ (شاه نشین) با اتاق‌های دو در وجود دارد، این اتاق که نسبت به سایر بخش‌های عمارت ارتفاع بیشتری دارد در وسط دو دهلیز و رو به حیاط قرار گرفته‌است. اُرسی و درب‌های چوبی این تالار را می‌توان برجسته‌ترین شاهکار هنری بنا دانست که بدست گروهی ۱۵ نفره از هنرمندان روسی ساخته شده‌است. این گروه از صنعت‌گران و هنرمندان که به مدت ۳ سال در آن عمارت مشغول به کار بوده‌اند را آقااُف برای اجرای تزئینات این بنا به ایران آورده بوده‌است. پنجره‌هایِ دو لایه‌یِ اُرسی در هفت دهنه (اُرسی هفت دری) با ترکیب هنرمندانه‌ای از چوب و شیشه‌های الوان، زیبایی خاصی به این بنا بخشیده است، در قسمت فوقانی اُرسی و سردرها، اسماء متبرکه و آیات قرآنی (از جمله آیت الکرسی) بر روی بته‌جقه‌ها به صورت نقاشی پشت شیشه به خط ثلث بالای دیگر نقوش به چشم می‌خورد که آن را می‌توان تلفیق بی‌نظیری از هنر ایرانی و فرهنگ اسلامی دانست. علاوه بر اُرسیِ تالار اصلی، اُرسی‌های دیگری نیز به عنوان حائل میان بخش‌های داخلی ساختمان تعبیه شده‌است.

نمای داخلی سقفِ این عمارت را تیرهای چوبیِ تراش‌خورده با رنگ‌آمیزی زیبا تشکیل می‌دهد، از دیگر تزئینات داخلی این عمارت می‌توان به گچ بری‌های اطراف طاقچه‌ها و پنجره‌ها، و نقاشی دیواریِ تالار اصلی اشاره کرد که این عمارت را از سایر بناهای هم‌عصر خود متمایز می‌کند. سنگ‌های اِزاره، ستون‌ها و تزیینات چوبیِ ایوان و رواق، و هِره، گره‌چینیِ و تاج آجری، در کنار یکدیگر زیبایی منحصر بفردی به نمای بیرونی بنا بخشیده است.
پس از حاج اسماعیل، مالکیت عمارت به فرزندش محمدهاشم آقازاده اردبیلی رسید که کاربری مسکونی آن تا اوایل دههٔ هشتاد خورشیدی توسط نوادگان آقازاده حفظ شده بود، سپس این میراث با ارزش جهت نگهداریِ اصولی و مرمت واگذار گردید و با شماره ثبت ۱۹۵۲۹ به‌عنوان یکی از آثار ملی ایران به ثبت رسید.

## تخریب، غارت و بازسازی عمارت
اندکی پس از مرمت اضطراریِ عمارت، در پی حفاری‌های افراد سودجو، بخشی از بنا تخریب و غارت شد و علاوه بر اشیاء و اموال کشف شده، درب‌ها، اُرسی‌ها و حتی سنگ‌های عمارت نیز به مکان نامعلومی انتقال یافتند که این اتفاق موجب ناراحتی دوستداران میراث فرهنگی و اعتراض مسئولین گشت. همچنین متأسفانه بخش‌هایی از این ملک به علت دارا بودن موقعیت مرغوب، تفکیک و واگذار گردید.

این عمارت که در اردبیل، میدان عالی‌قاپو، خیابان منصوریه، نیش کوچه اعتماد واقع می‌باشد، پس از بازسازی و مرمتِ مجدد (تقریباً به سبک و سیاق بنای اصلی) در تاریخ ۲۴ دی ماه ۱۳۹۱ به عنوان رستوران در اختیار عموم قرار گرفت.